# ヤンゴン川
ヤンゴン川（英: Yangon River; ビルマ語: ရန်ကုန်မြစ်、ALA-LC翻字法: Ranʻkunʻ mracʻ、IPA: [jœ̀ŋɡòʷm mjɪʔ]）は、ラングーン川（英: Rangoon River）、フライン川あるいはライン河（Hlain; ビルマ語: လှိုင်(မြစ်)、ALA-LC翻字法: Lhuiṅʻ (mracʻ)、IPA: [l̥ã̀ɪ̃], [l̥àɪm mjɪʔ]）としても知られており、バゴー川とミッマカ川（Myitmakha; ビルマ語: မြစ်မခ(မြစ်)、ALA-LC翻字法: Mracʻmakha (mracʻ)、IPA: /mjɪʔməkʰa̰ (mjɪʔ)/）の合流域に形成された河川のひとつである。河口域はヤンゴン（旧ラングーン）から始まり、アンダマン海マルタバン湾に流れ込む。ヤンゴン川は外洋船が航行可能な航路になっており、ミャンマーの経済で重要な役割を担っている。

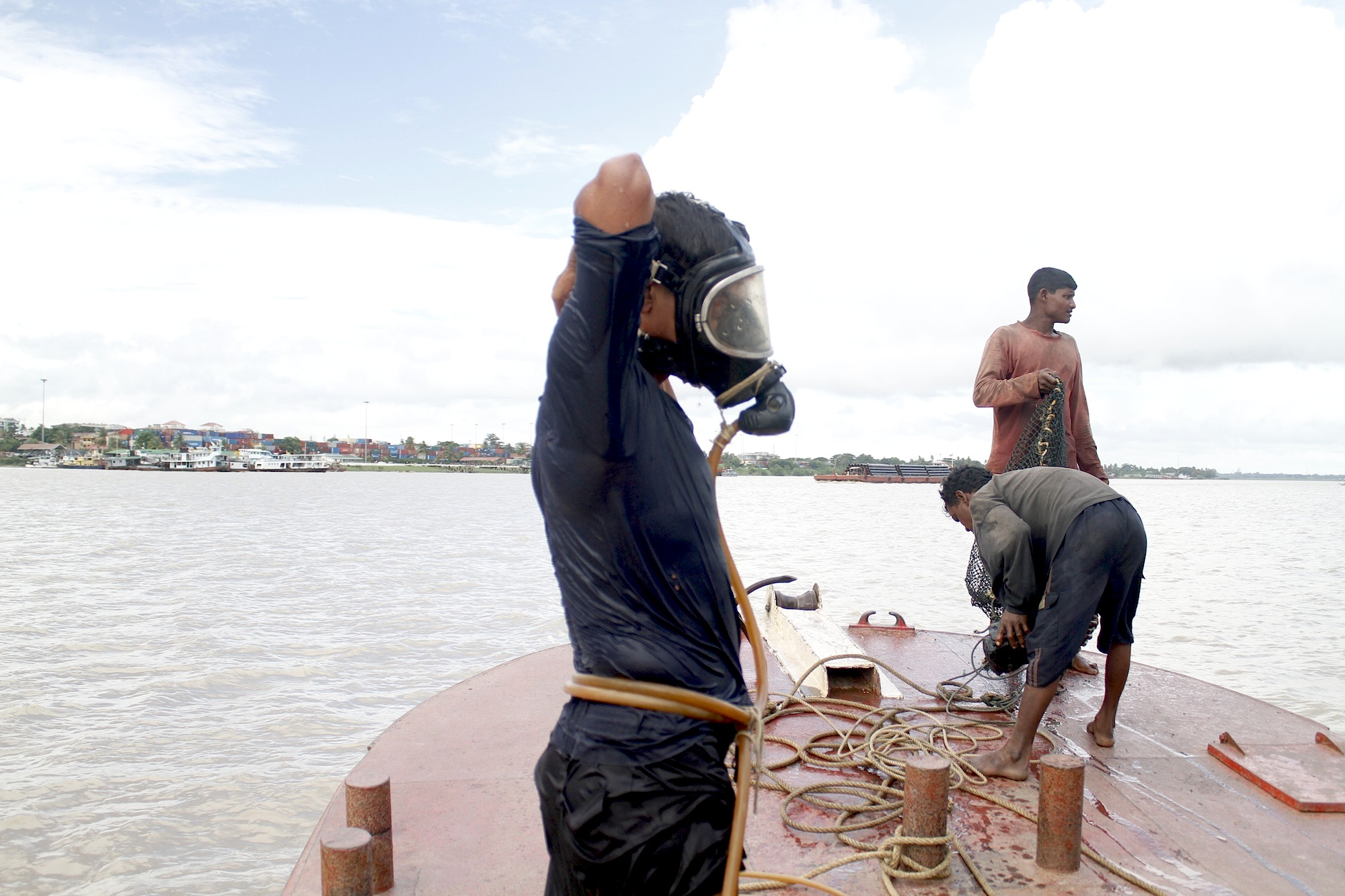
ヤンゴン川に潜ろうとしている潜水夫、2011年6月7日

トゥワンテ運河を通じて「アジアのライスボール」といわれたイラワジデルタ（エーヤワディデルタ）で合流している。ヤンゴン川流域には1,000平方マイル (3,000 km2) の豊かなチーク林地とマングローブの茂る湿地帯があったが、米の生産のために伐採されてしまった。